# Asthenes
Genre
Les 29 espèces de synallaxes du genre Asthenes sont des passereaux endémique d'Amérique du Sud, proches des fourniers.

## Liste des espèces
Selon la classification de référence du Congrès ornithologique international (15.1, 2025) (ordre phylogénique) :
- Asthenes huancavelicae – Synallaxe à queue pâle
- Asthenes arequipae – Synallaxe d'Arequipa
- Asthenes dorbignyi – Synallaxe de d'Orbigny
- Asthenes berlepschi – Synallaxe de Berlepsch
- Asthenes baeri – Synallaxe à bec court
- Asthenes luizae – Synallaxe du Cipo
- Asthenes hudsoni – Synallaxe de Hudson
- Asthenes anthoides – Synallaxe austral
- Asthenes urubambensis – Synallaxe inca
- Asthenes flammulata – Synallaxe flammé
- Asthenes virgata – Synallaxe de Junin
- Asthenes maculicauda – Synallaxe à queue marbrée
- Asthenes wyatti – Synallaxe de Wyatt
- Asthenes humilis – Synallaxe terrestre
- Asthenes modesta – Synallaxe des rocailles
- Asthenes moreirae – Synallaxe d'Itatiaia
- Asthenes pyrrholeuca – Synallaxe vannier
- Asthenes harterti – Synallaxe à gorge noire
- Asthenes helleri – Synallaxe de Heller
- Asthenes vilcabambae – Synallaxe de Vilcabamba
- Asthenes ayacuchensis – Synallaxe d'Ayacucho
- Asthenes pudibunda – Synallaxe des canyons
- Asthenes ottonis – Synallaxe à front rouille
- Asthenes heterura – Synallaxe d'Iquico
- Asthenes palpebralis – Synallaxe à lunettes
- Asthenes coryi – Synallaxe de Cory
- Asthenes perijana – Synallaxe de la Perija
- Asthenes fuliginosa – Synallaxe à menton blanc
- Asthenes griseomurina – Synallaxe souris